# Chašuri
Chašuri (gruzínsky ხაშური) je město ve střední Gruzii, jež je součástí kraje Šida Kartli a nachází se na pravém břehu řeky Kura.

## Historie
Chašuri byla dříve vesnice, která začala nabývat na významu v roce 1872 s výstavbou železnice. Tenkrát se jmenovala Michajlovo. V roce 1917 byla přejmenována na Chašuri a po ovládnutí Gruzie bolševiky bylo povýšeno na město a v roce 1928 znovu přejmenováno, tentokrát na Stalinisi. Název Chašuri se vrátil v roce 1934.
Chašuri se v 19. století rozvinulo jako důležitý železniční uzel. Roku 1884 zde byla postavena železniční trať Chašuri-Bordžomi. V roce 1896 se město stalo průchozí stanicí prvního produktovodu Baku-Batumi. Produktovod procházel podél železniční tratě a čerpal petrolej k nakládce do přístavu na Černém moři. V letech 1929 až 1930 byl postaven nový ropovod. Z toho je dnes v provozu 232 km dlouhý úsek mezi Chašuri a Batumi. Ropa se do Chašuri dováží po železnici z ázerbájdžánského Dubendi a zde se překládá.

## Současnost
Důležitými zaměstnavateli ve městě jsou dnes továrna na skleněné nádoby, sklad ropy a blízká vodní elektrárna Suramula, postavená s pomocí Evropské unie.
Město je domovem rodiny Džugašvili, z níž pocházel i Stalin. V květnu 2000 zde byl znovu vztyčen 2,5 m vysoký Stalinův pomník, který byl z hlavního náměstí odstraněn roku 1956.